# Rama rama
Rama rama är en fiskart som först beskrevs av Hamilton 1822.  Rama rama ingår i släktet Rama och familjen Bagridae. Inga underarter finns listade i Catalogue of Life.